# Huuhilonjärvi
Huuhilonjärvi eller Huuhilojärvi är en sjö i Finland. Den ligger i kommunen Kuhmo i landskapet Kajanaland, i den centrala delen av landet, 500 km norr om huvudstaden Helsingfors. Huuhilonjärvi ligger 161,5 meter över havet. Den ligger vid sjön Kelloselkä. Den är 12,3 meter djup. Arean är 82,9 hektar och strandlinjen är 5,16 kilometer lång. Sjön  ingår i Uleälvens huvudavrinningsområde. 